# Звейндрехт (Бельгія)
Звейндрехт (нід. Zwijndrecht) — громада в Бельгії, у провінції Антверпен. Станом на 1 січня 2006 року населення громади становило 18 231 осіб.
Загальна площа — 17,82 км².

## Відомі жителі
- Лео Тіндеманс — прем'єр-міністр Бельгії у 1974–1978 роках.